# Centennial Bridge, Panama
Centennial Bridge, Panama (Spanskt namn: Puente Centenario) är en större bro som korsar Panamakanalen, och därigenom förbinder Nord- och Sydamerika. Den byggdes som en avlastning av den övertrafikerade Bridge of the Americas, och för att ersätta den som en länk i den Pan-Amerikanska landsvägen. När den öppnades 2004 blev bron den andra större permanenta förbindelsen över kanalen. Vid kanalslussarna finns mindre broar med låg kapacitet som är användbara endast när slussportarna är stängda.
Bron öppnades för trafik den 15 augusti 2004.